# النواب (فرع العدين)

تعديل مصدري - تعديل

النواب محلة تابعة لقرية الشطيط، التابعة لعزلة الوزيرة بمديرية فرع العدين إحدى مديريات محافظة إب في الجمهورية اليمنية، بلغ تعداد سكانها 173 حسب تعداد اليمن لعام 2004.